# Saturn AL-31
AL-31 là loại động cơ turbine phản lực cánh quạt thế hệ thứ hai viền khí thấp có chức năng đốt sau do Lyulka - nay là NPO Saturn - của Liên Xô/Nga phát triển. Việc thiết kế động cơ này bắt đầu từ đầu năm 1970, các cuộc thử nghiệm cấp quốc gia đã hoàn tất để đưa vào sản xuất và sử dụng năm 1985. Trong năm 1981 thì loại động cơ này được chế tạo thí điểm ở Hiệp hội công nghiệp động cơ tại Ufa. Nhưng sau khi nhà thiết kế Arkhip Mikhailovich Lyulka mất thì việc chế tạo và phát triển chuyển sang cho NPO Saturn. Nó được thiết kế chủ yếu để sử dụng cho máy bay tiêm kích Sukhoi Su-27 nhưng sau đó được phát triển để sử dụng cho các loại máy bay khác thông qua các phiên bản khác. Hiện tại, loại động cơ này được trang bị cho tất cả các máy bay thuộc dòng Su-27 và gần như toàn bộ tiêm kích Chengdu J-10 của Trung Quốc.
Động cơ được thiết kế dưới dạng khối có thể tháo ráp gồm 14 phần để có thể dễ dàng bảo trì và sửa chữa. Động cơ có hệ thống tản nhiệt tốt có thể hoạt động ở độ cao lớn với tốc độ Mach 2 bất kể đang bay bình thường hay bay ngược đầu xuống đất cũng như có hệ thống điều chỉnh chống quán tính để cung cấp nhiên liệu, giúp động cơ hoạt động ổn định khi máy bay ngừng đột ngột khi thực hiện thao tác hay tăng tốc bất ngờ khi đốt sau mà không làm đứt quảng việc cung cấp nhiên liệu. Động sau đó được nâng cấp tích hợp thêm lực đẩy vector, giúp máy bay trở nên cơ động hơn.

## Các phiên bản
- AL-31F: Phiên bản cơ bản sử dụng trên tiêm kích Su-27 và các biến thể của nó.
- AL-31FP: Điểm khác biệt của động cơ này với AL-31F là lực đẩy vector được kiểm soát 3 chiều giúp tăng đáng kể tính cơ động của máy. Lực đẩy vector có thể điều chỉnh ± 16° theo chiều dọc và ± 15° theo hai hướng. Loại động cơ này được lắp đặt trên các chiến đấu cơ thế hệ 4 như Su-30 và Su-37.
- R-32: Mẫu động cơ thử nghiệm cho mẫu thử nghiệm P-42 phát triển từ Su-27. Với công suất lực đẩy tăng lên 13.600 kg.
- AL-31A Series 3: Bổ sung chức năng đốt sau tăng lực đẩy lên 12.800 kg sử dụng trong một thời gian ngắn để cất cánh hoặc trong trường hợp khẩn cấp cần tốc độ.
- AL-31FN: Loại động cơ này dùng để trang bị cho tiêm kích J-10 của Trung Quốc với vị trí gắn thấp hơn và lực đẩy tăng thêm 200 kgf.
- AL-31FM1: Mẫu nâng cấp dùng để trang bị cho các biến thể hiện đại hóa của tiêm kích Su-27 là Su-27SM/SM2/SM3/SKM cũng như Su-34. Với lực đẩy tăng thêm 1.000 kgf mà không tăng kích thước cũng như trọng lượng của động cơ và mức tiệu thụ nhiên liệu cũng giảm xuống. Hệ thống điều chỉnh lực đẩy vector 3 chiều cũng được cải tiến.
- AL-41F1S: Phiên bản nâng cấp mạnh tay kết hợp với khả năng kiểm soát lực đẩy vector 3 chiều sử dụng cho máy bay tiêm kích thế hệ 4,5 Su-35S với lực đẩy cơ bản là 86,3 kN (19.400 lb) và 142 kN (32.000 lb) khi sử dụng đốt sau.
- AL-41F1: Bản nâng cấp khác dự định sử dụng cho máy bay tiêm kích tàng hình thế hệ 5 Su-57. Với trọng lượng là 1.420 kg, lực đẩy khi đốt sau là 33.000 lbs (147 kN). Tỷ lệ lực đẩy trên trọng lượng là 10,5:1.
- AL-31ST: Phiên bản dùng để phát điện của AL-31F với công suất 16 MW sử dụng trong các nhà máy nhiệt điện sử dụng khí tự nhiên.